# Информационна общност
Информационната общност (ИО) представлява виртуално или физическо пространство, в което общности със съвместни интереси споделят информация. ИО се възползват от съвременните мрежови технологии, с цел да се позволи на възможно най-много хора да имат достъп до тази информация. Насърчават се дискусиите и обмяната на информация между членовете на ИО. Достъпът до много от ИО е безплатен или на ниска цена. Не на последно място, ИО са демократични общности, в които интелектуалните свободи са от първостепенно значение.
В сферата на образованието, с термина ИО най-често се означават обособени в рамките на дадена образователна организация центрове, чиято цел е да допринесат за по-доброто усвояване на учебния материал от учащите. ИО съчетават използването на информационни и комуникационни технологии (ИКТ), учебно съдържание и услуги в рамките на общо физическо пространство, което се различава от
традиционните библиотеки. Основната разлика между тях и ИО е, че в последните, степента на използване на съвременните ИКТ е много по-висока. В ИО се използват технологии като безжични мрежи, високоскоростен достъп до Интернет, както и разнообразен софтуер, който не е в наличност в типичните библиотеки, като например софтуер за създаване и обработка на текст, презентации и електронни таблици, мултимедийни приложения. Други разлики между традиционните библиотеки и ИО са възможностите за групова работа на учащите и по-големият брой услуги, които им се предлагат от персонала на ИО. Освен това, благодарение на мрежовите технологии и Интернет, ИО могат да бъдат достъпни за учащите и извън съответната образователна институция. Терминът общност идва от земята, която селяните споделяли за пасища в едни по-прости времена. Въпросите, които попадат в тази тема са различни и включват:
- Лиценз написан за прием на дигиталното съдържание
- Авторски права, закони
- Интелектуална собственост
- Свобода на информацията
- Интернационална търговия, като например Споразумение по Търговските Аспекти на Правата на Интелектуалната Собственост от Световната Търговска Организация
- Поверителност
- Сорс с отворен код
- Свободен достъп
- Академични Библиотеки

## Допълнителни ресурси
- Доклад на тема ИО (PDF формат)
- Материали за ИО в образованието[неработеща препратка]
- www.educause.edu
- Интересни статии по темата Архив на оригинала от 2008-11-29 в Wayback Machine.